# Кажирово
Кажирово (рос. Кажирово) — село в Вохомському районі Костромської області Російської Федерації.
Населення становить 54 особи. Входить до складу муніципального утворення Петрецовське сільське поселення.

## Історія
У 1936-1944 року населений пункт перебував у складі Вологодської області. Від 1944 належить до Костромської області.
Від 2007 року входить до складу муніципального утворення Петрецовське сільське поселення.

## Населення
| 2008 | 2010 | 2014 |
| ---- | ---- | ---- |
| 70   | ↘57  | ↘54  |